# Harcèlement criminel
En droit pénal canadien, le harcèlement criminel est une infraction au Code criminel qui est le fait d'effectuer à l'égard d'une personne se sentant harcelée des actes qui l'amènent à craindre pour sa sécurité ou celle d'une de ses connaissances, tels que :

« a. suivre cette personne ou une de ces connaissances de façon répétée ;

b. communiquer de façon répétée, même indirectement, avec cette personne ou une de ses connaissances ;

c. cerner ou surveiller sa maison d'habitation ou le lieu où cette personne ou une de ses connaissances réside, travaille, exerce son activité professionnelle ou se trouve ;

d. se comporter d'une manière menaçante à l'égard de cette personne ou d'un membre de sa famille. »

— Article 264 du Code criminel

## Infractions connexes
Le Code criminel prévoit en outre deux infractions connexes au harcèlement criminel: les communications harcelantes et les communications indécentes.
(2) Commet une infraction quiconque, avec l’intention d’alarmer ou d’ennuyer quelqu’un, lui fait ou fait à toute autre personne une communication indécente par un moyen de télécommunication.
(3) Commet une infraction quiconque, sans excuse légitime et avec l’intention de harceler quelqu’un, communique avec lui de façon répétée ou fait en sorte que des communications répétées lui soient faites, par un moyen de télécommunication.

– Article 372 du Code criminel
Le droit criminel canadien ne prévoit pas d’infraction spécifique à la violence conjugale, dont les actes seront catégorisés sous des infractions déjà existantes, parmi lesquelles le harcèlement criminel. 

## Objectifs du législateur au regard de la violence conjugale
Les juristes Michaël Lessard et Romane Bonenfant considèrent que la criminalisation du harcèlement dans un contexte de violence conjugale a comme double objectif la préservation de la sécurité, et la prévention d’une escalade puisque le harcèlement est souvent un prédicateur de violences physiques, voire de féminicide,,.

## Jurisprudence canadienne
La jurisprudence canadienne caractérise le harcèlement criminel comme un comportement qui fait craindre à une victime pour sa sécurité ou pour celle d’une de ses connaissances. Cette notion de sécurité englobe la sécurité physique, psychologique et émotionnelle. Les cinq éléments constitutifs du harcèlement criminel sont: 
(1) l'accusé a commis un acte prévu à l'article 264 du Code criminel; 
(2) la victime a été harcelée; 
(3) l'accusé savait que la victime se sentait harcelée, ne s'en souciait pas, ou l'ignorait volontairement; 
(4) le comportement de l'accusé a fait craindre à la victime pour sa sécurité ou celle d'une de ses connaissances; et 
(5) la crainte de la victime était raisonnable dans les circonstances.
L’arrêt R c. Rancourt, rendu par la Cour d’appel du Québec en 2020, exemplifie le harcèlement criminel dans un contexte post-séparation. À la suite de leur rupture, l’accusé harcèle son ex-partenaire sur une période de deux mois. Il envoie des courriels et des lettres anonymes à deux amis de la victime, dans lesquels il la dépeint comme une séductrice et une manipulatrice. Il l’espionne, l’appelle fréquemment, lui achemine des lettres d’insultes, et la menace de partager des captures d’écran de messages Facebook et de photos. La victime témoigne s’être sentie « épiée », ne pas se sentir bien, et qu’« il y a de l’anxiété ». La Cour retient que la victime a  « peur que ça recommence », la « difficulté à supporter les impacts psychologiques du harcèlement qui affectent son travail et sa vie personnelle » et qu’elle ne sait pas « ce dont [l’accusé] est capable ». La Cour ajoute que le témoignage de la victime « décrit un sentiment de peur ou d’appréhension qui dépasse la simple inquiétude, la gêne ou l’inconfort et peut être assimilé à un état de crainte ». L’accusé est donc reconnu coupable de harcèlement criminel et de communications harcelantes.

## Données sur les victimes
La majorité des victimes au Canada sont des femmes âgées de 15 à 24 ans. Le risque de subir du harcèlement criminel diminue avec l'âge.